# 5165 Віденом
5165 Віденом (5165 Videnom) — астероїд головного поясу, відкритий 11 лютого 1985 року.
Тіссеранів параметр щодо Юпітера — 3,510.